# Marcelin Tamboulas
 Marcelin Tamboulas  (sinh ngày 24 tháng 4 năm 1980 ở Bangui) là một tiền đạo bóng đá người Cộng hòa Trung Phi, thi đấu cho đội bóng tại Giải bóng đá ngoại hạng Congo AC Léopards.

## Sự nghiệp
Anh ký một bản hợp đồng vào tháng 8 năm 2007 với Câu lạc bộ Malta Birkirkara FC. Sau 5 trận với đội bóng, anh trở về nhà vì lý do cá nhân và không thể trở lại, dẫn đến sự giải phóng hợp đồng cuối tháng 12 năm 2007.

## Sự nghiệp quốc tế
Tamboulas là lựa chọn đầu tiên ở vị trí tiền đạo trong đội tuyển quốc gia, nhưng anh cũng có thể thi đấu ở vị trí tiền vệ chạy cánh phải.
Anh thi đấu cho Đội tuyển bóng đá quốc gia Cộng hòa Trung Phi tại Cúp CEMAC 2005.
| Mùa giải  | Đội bóng                    | Trận đấu | Bàn thắng |
| 2002-2003 | Olympic Real de Bangui      | --       | --        |
| 2003-2004 | CS Stade d'Akebe Libreville | --       | --        |
| 2004-2005 | CS Stade d'Akebe Libreville | --       | --        |
| 2005-2006 | FC 105 Libreville           | --       | --        |
| 2006-2007 | FC 105 Libreville           | --       | --        |
| 2007-2008 | Birkirkara FC               | 5        | 1         |
| 2009      | Thành phố Mazembe           | 30       | 6         |
| 2010      | Thành phố Mazembe           | --       | --        |
| 2011      | Diables Noirs               | --       | --        |
| 2012      | Diables Noirs               | --       | --        |
| 2013      | Diables Noirs               | --       | --        |